# Seven de Nueva Zelanda 2019
El Seven de Nueva Zelanda de 2019 fue la vigésima edición del torneo de rugby 7 y el tercer torneo de la temporada 2018-19 de la Serie Mundial Masculina de Rugby 7.
Se disputó en la instalaciones del Waikato Stadium de Hamilton.

## Fase de grupos

### Grupo A
| Equipo    | Encuentros | Encuentros | Encuentros | Encuentros | Tantos  | Tantos    | Tantos     | Puntos |
| Equipo    | jugados    | ganados    | empatados  | perdidos   | a favor | en contra | diferencia | Puntos |
| --------- | ---------- | ---------- | ---------- | ---------- | ------- | --------- | ---------- | ------ |
| Fiyi      | 3          | 3          | 0          | 0          | 113     | 50        | +63        | 9      |
| Australia | 3          | 2          | 0          | 1          | 62      | 43        | +19        | 7      |
| Argentina | 3          | 1          | 0          | 2          | 72      | 57        | +15        | 5      |
| Gales     | 3          | 0          | 0          | 3          | 19      | 116       | −97        | 3      |

Nota: Se otorgan 3 puntos al equipo que gane un partido, 2 al que empate y 1 al que pierda

### Grupo B
| Equipo         | Encuentros | Encuentros | Encuentros | Encuentros | Tantos  | Tantos    | Tantos     | Puntos |
| Equipo         | jugados    | ganados    | empatados  | perdidos   | a favor | en contra | diferencia | Puntos |
| -------------- | ---------- | ---------- | ---------- | ---------- | ------- | --------- | ---------- | ------ |
| Estados Unidos | 3          | 3          | 0          | 0          | 82      | 28        | +54        | 9      |
| Samoa          | 3          | 2          | 0          | 1          | 54      | 56        | −2         | 7      |
| Inglaterra     | 3          | 1          | 0          | 2          | 53      | 38        | +15        | 5      |
| Tonga          | 3          | 0          | 0          | 3          | 26      | 93        | −67        | 3      |

### Grupo C
| Equipo    | Encuentros | Encuentros | Encuentros | Encuentros | Tantos  | Tantos    | Tantos     | Puntos |
| Equipo    | jugados    | ganados    | empatados  | perdidos   | a favor | en contra | diferencia | Puntos |
| --------- | ---------- | ---------- | ---------- | ---------- | ------- | --------- | ---------- | ------ |
| Sudáfrica | 3          | 3          | 0          | 0          | 72      | 22        | +50        | 9      |
| Escocia   | 3          | 2          | 0          | 1          | 52      | 57        | −5         | 7      |
| Kenia     | 3          | 1          | 0          | 2          | 39      | 63        | −24        | 5      |
| Francia   | 3          | 0          | 0          | 3          | 41      | 62        | −21        | 3      |

### Grupo D
| Equipo        | Encuentros | Encuentros | Encuentros | Encuentros | Tantos  | Tantos    | Tantos     | Puntos |
| Equipo        | jugados    | ganados    | empatados  | perdidos   | a favor | en contra | diferencia | Puntos |
| ------------- | ---------- | ---------- | ---------- | ---------- | ------- | --------- | ---------- | ------ |
| Nueva Zelanda | 3          | 3          | 0          | 0          | 125     | 10        | +115       | 9      |
| Canadá        | 3          | 1          | 1          | 1          | 48      | 61        | −13        | 6      |
| España        | 3          | 1          | 1          | 1          | 34      | 55        | –21        | 6      |
| Japón         | 3          | 0          | 0          | 3          | 19      | 100       | –81        | 3      |

## Fase Final

### Cuartos de final
| 27 de enero | Fiyi | 33 - 7 | Canadá |  |  |

| 27 de enero | Sudáfrica | 28 - 19 | Samoa |  |  |

| 27 de enero | Nueva Zelanda | 24 - 17 | Australia |  |  |

| 27 de enero | Estados Unidos | 19 - 14 | Escocia |  |  |

### Semifinal
| 27 de enero | Fiyi | 29 - 7 | Sudáfrica |  |  |

| 27 de enero | Nueva Zelanda | 7 - 17 | Estados Unidos |  |  |

### Final
| 27 de enero | Fiyi | 38 - 0 | Estados Unidos |  |  |

| Bandera de Fiyi        |
| Campeón Fiyi           |
| 2º título del circuito |